# Carl Sittel
 Carl Sittel (* 29. September 1871 in Trier; † 1955 in Neuss), später auch Karl Sittel, war ein überwiegend in Neuss ansässiger deutscher Architekt.

## Leben
Geboren in Trier, besuchte Sittel die Baugewerkschulen in Köln und Zerbst, um 1891 mit der Meisterprüfung abzuschließen. Von 1893 bis 1895 arbeitete er in zwei Kasseler Architekturbüros und leistete 1895–1896 seinen Militärdienst. Während der anschließenden Tätigkeit beim Alexianerorden in Köln zwischen 1896 und 1898 besuchte er verschiedene architektonische Seminare und Vorlesungen an der Technischen Hochschule Aachen, wo ihn insbesondere der Stadtplaner Karl Henrici beeinflusste. Danach wurde Sittel in Köln mit der Bauleitung eines großen Krankenhauses betraut; am 15. Oktober 1899 schließlich engagierte ihn das Kölner Hochbauamt „zur Projectierung und Bauleitung größerer Neubauten und Unterhaltung städtischer Gebäude“. In Köln heiratete Sittel auch Ludmilla Caroline geb. Courth (1882–1958), mit der er einen Sohn hatte.
Als die Stadt Neuss 1903 vor dem Hintergrund eines geplanten Krankenhausneubaus die Stelle eines Stadtbaumeisters ausschrieb, wurde er von Bürgermeister Franz Gielen ausgewählt und mit Zustimmung der Stadtverordneten im Februar 1904 eingestellt, sein Dienst begann am 16. April.
Als Stadtbaumeister war Sittel ab sofort für die wichtigsten städtischen Bauvorhaben verantwortlich. Stilistisch entwickelte er sich von einem kaum geschmückten, aber „malerischen“ Neobarock zu einem niederrheinisch geprägten Heimatstil und bevorzugte in den 1920er Jahren eher konservative Formen. Die öffentlichen Großbauten der Vorkriegszeit wurden nach 1918 vermehrt durch Wohnsiedlungen abgelöst; 1926 begann die Stadt unter Sittels Leitung mit der Aufstellung eines Generalentwicklungsplans. Einer der wichtigsten Mitarbeiter Sittels war der seit 1914 in Neuss tätige und 1933 zum Stadtbaumeister ernannte Alex Girmes. Sittel war Mitglied der Zentrumspartei.
1933 bat Sittel um Beurlaubung „aus gesundheitlichen Gründen“ und ließ sich schließlich zum 1. Mai 1934 vorzeitig pensionieren. 1943 wich die Familie Sittel wegen der Gefahr con Bombenangriffen nach Hochheim am Main aus, kehrte aber 1948 wieder nach Neuss zurück, wo Carl Sittel 1955 starb.

## Bauten
- 1896–1898: Kloster und Krankenhaus der Kölner Alexianer in Köln-Lindenthal (Art und Umfang von Sittels Mitarbeit unbekannt)
- 1904–1905: Städtisches Elektrizitätswerk, Salzstraße (erweitert 1909)[6]
- 1904–1905: eigenes Wohnhaus, Kaiser-Friedrich-Straße 84
- 1908 Städtische Oberrealschule am Niedertor (zerstört)[7]
- 1909: Zollamt am Marienplatz (zerstört)[8]
- 1910: Rathauserweiterung (zerstört)[9]
- 1911: Städtisches Krankenhaus, Preußenstraße[10]
- 1912–1914: Städtisches Wasserwerk am Broichhof
- 1912–1913: Städtische Evangelische Mädchenschule, genannt Annoschule, Annostraße 30 (heute Außenstelle des Marie-Curie-Gymnasiums)
- um 1914: Volksschule an der Leostraße
- 1914–1916: Lehrerseminar, Jostenallee (heute Marie-Curie-Gymnasium)
- 1919: städtische Wohnhäuser an der Hammer Landstraße
- 1921: städtische Wohnhäuser an der Kaarster Straße
- 1921: städtische Wohnhäuser an der Bergheimer Straße
- 1922–1923: städtische Wohnsiedlung, Jostenallee, Venloer Straße[11][12]
- 1922–1923: Wohnsiedlung für den Bund der Kinderreichen, Preußenstraße
- 1928–1932: Volksschule an der Weingartstraße